# Eilema sinica
Eilema sinica är en fjärilsart som beskrevs av Daniel 1954. Eilema sinica ingår i släktet Eilema och familjen björnspinnare. Inga underarter finns listade i Catalogue of Life.